# Wissel van de macht
Wissel van de macht is een reportagereeks van Wetstraatjournalist Marc Van de Looverbosch. De reeks reconstrueert aan de hand van getuigenissen en archiefmateriaal evenzoveel gebeurtenissen uit de recente Belgische politiek, waaronder de teloorgang van de Volksunie. De verhalen voor de reportagereeks haalde Van de Looverbosch uit zijn boek De wissel van de macht, dat eind 2015 verscheen bij uitgeverij Lannoo. De eerste reeks hiervan, uit 2017, bestond uit zes afleveringen, de tweede reeks, uit 2019, heeft er vijf.

## Interviews
Naast het gebruik van archiefbeelden omtrent de behandelde gebeurtenissen uit de recente Belgische politiek, interviewde Van de Looverbosch een aantal belangrijke politici die betrokken waren bij de behandelde gebeurtenissen. O.a. Geert Bourgeois, Bert Anciaux, Mieke Vogels, Vera Dua, Filip Dewinter, Yves Leterme, Elio Di Rupo en Bart De Wever verleende hun medewerking aan hun programma.

## Afleveringen

### Seizoen 1
| Nr. | Titel                          | Interviews | Originele uitzenddatum |  |
| --- | ------------------------------ | --- | ---------------------- |  |
| 1 | De Volksunie spat uiteen       | Geert Bourgeois, Bert Anciaux, Sven Gatz, Patrick Vankrunkelsven, Fons Borginon, Johan Sauwens en Els Van Weert | 7 februari 2017        |  |
| Eind jaren 90 zit het de Volksunie niet mee. Bert Anciaux krijgt van de partij de opdracht om een vernieuwingsoperatie in te zetten. De traditionele vleugel van de partij ziet dit echter niet zitten, waarop door de druk van deze vleugel Geert Bourgeois verkozen wordt tot voorzitter van de partij. De kloof tussen de vernieuwers en de traditionelen groeit, tot de Volksunie uit elkaar spat in N-VA en Spirit. |                                | |                        |  |
| 2 | De groenen regeren zich kapot  | Jos Geysels, Mieke Vogels, Vera Dua, Bert Anciaux, Ludo Sannen en Magda Aelvoet                                 | 14 februari 2017       |  |
| In 1999, na de dioxinecrisis, een schandaal van voedselvergiftiging, verdwijnt de CVP en komt paars-groen aan de macht: de regering-Verhofstadt I. Agalev worstelt met kwesties als wapenleveringen, natuurbehoud ... |                                | |                        |  |
| 3 | De ondergang van het Belang    | Frank Vanhecke, Filip Dewinter, Gerolf Annemans en Bart De Wever                                                | 21 februari 2017       |  |
| Begin de 21ste eeuw leidt het trio Vanhecke-Dewinter-Annemans het Vlaams Blok naar monsterscores, tot 24 procent in 2004. Wanneer de partij veroordeeld wordt voor discriminatie moet ze van naam veranderen en wordt ze Vlaams Belang. |                                | |                        |  |
| 4 | Het kartel CD&V/N-VA breekt    | Bart De Wever, Jo Vandeurzen, Ben Weyts, Inge Vervotte, Kris Peeters en Yves Leterme                            | 28 februari 2017       |  |
| In 2004 dromen CD&V en N-VA (het Valentijnskartel) ervan om samen een grote centrumpartij te worden in Vlaanderen. Hun plannen lopen gaandeweg stuk op het groeiende onderlinge wantrouwen. |                                | |                        |  |
| 5 | De val van Leterme             | Yves Leterme, Patrick Dewael, Inge Vervotte en Jo Vandeurzen                                                    | 7 maart 2017           |  |
| De val van de regering-Leterme eind 2008 is een van de pijnlijkste periodes ooit in de Wetstraat. In de nasleep van de bankencrisis botsen de hoogste politieke gezagsdragers van het land met de hoogste magistraten. |                                | |                        |  |
| 6 | De ergste regeringscrisis ooit | Yves Leterme, Bart De Wever, Elio Di Rupo, Didier Reynders, Wouter Beke, Alexander De Croo en Caroline Gennez   | 14 maart 2017          |  |
| Na de val van Leterme II in april 2010 duurt het 541 dagen vooraleer een nieuwe regering kon gevormd worden, de regering-Di Rupo. |                                | |                        |  |

### Seizoen 2
| Nr. | Titel                               | Interviews | Originele uitzenddatum |  |
| --- | ----------------------------------- | --- | ---------------------- |  |
| 1 | De erfenis van Stevaert             | Caroline Gennez, Kathleen Van Brempt, Freya Van den Bossche, Louis Tobback, Marc Van Peel, Karel De Gucht, John Crombez, Kris Peeters en Bart De Wever                               | 19 november 2019       |  |
| Met Steve Stevaert als minister en partijvoorzitter klimt de SP, later sp.a, na haar moeilijke periode in de jaren 90 steil omhoog. Met hem komen diverse nieuwe, jonge gezichten aan de top, er komt er een kartel met Spirit en Patrick Janssens wint de gemeenteraadsverkiezingen in Antwerpen. Het Stevaert-effect kalft echter af en de nederlagen volgen elkaar op. Stevaert vertrekt, Frank Vandenbroucke valt in ongenade, voorzitterswissels lossen weinig op en Janssens verliest Antwerpen aan Bart De Wever. |                                     | |                        |  |
| 2 | De liberalen worstelen met zichzelf | Karel De Gucht, Jean-Marie Dedecker, Patrick Dewael, Gwendolyn Rutten en Bart Somers                                                                                                 | 25 november 2019       |  |
| Rond de eeuwwisseling zijn Guy Verhofstadt, Patrick Dewael en Karel De Gucht de sterke mannen binnen de Vlaamse liberale partij VLD als respectievelijk premier, Vlaams minister-president en partijvoorzitter. Interne twisten en slechte verkiezingen maken een einde aan hun heerschappij. De Gucht stapt op na verdeeldheid over lokaal stemrecht voor migranten en dissidenten Hugo Coveliers en vooral Jean-Marie Dedecker verdelen nog verder. Dedecker richt zijn eigen partij op, die VLD/Open Vld kortstondig pijn weet te doen. Bij de liberalen wisselen voorzitters elkaar intussen af: Bart Somers treedt af, de ambitieuze voorzitter Alexander De Croo gokt verkeerd door de regering te doen vallen. De weg komt open te liggen voor Gwendolyn Rutten, die haar partij weer doet meespelen op alle niveaus. |                                     | |                        |  |
| 3 | De tragiek van CD&V                 | Hilde Crevits, Marc Van Peel, Wouter Beke, Marianne Thyssen, Kris Peeters en Caroline Gennez                                                                                         | 2 december 2019        |  |
| Na de dioxinecrisis in 1999 belandt CVP in de oppositie. Nieuwe voorzitter Stefaan De Clerck vormt de partij om tot CD&V, maar succes blijft uit. Yves Leterme wordt partijleider, richt een succesvol kartel met N-VA op, wordt Vlaams minister-president en uiteindelijk premier. Zijn premierschap gaat echter niet over rozen: kieskring Brussel-Halle-Vilvoorde (BHV) bemoeilijkt eerst de coalitiegesprekken en doet dan het kartel barsten. Vermeende inmenging in de rechterlijke macht tijdens de kredietcrisis noopt hem tot ontslag. Herman Van Rompuy volgt hem op, maar de EU vraagt hem algauw om haar eerste president te worden. Leterme komt opnieuw aan zet, maar struikelt weer over BHV: Alexander De Croo (Open Vld) laat de regering vallen. De nieuwe verkiezingen brengen na erg lange onderhandelingen de PS en Elio Di Rupo aan de macht en houden grootste partij N-VA uit de regering. Marianne Thyssen, in moeilijke omstandigheden voorzitter geworden, stapt op en Wouter Beke neemt over. Kris Peeters wordt het nieuwe boegbeeld, maar ook hij krijgt te maken met een onverslaanbare N-VA. |                                     | |                        |  |
| 4 | De vloedgolf van N-VA               | Bart De Wever, Liesbeth Homans, Jan Jambon, Theo Francken, Jan Peumans, Jean-Marie Dedecker, Freya Van den Bossche, John Crombez, Marc Van Peel, Kathleen Van Brempt en Kris Peeters | 9 december 2019        |  |
| De Volksunie spat uit elkaar in de rivaliserende partijen Spirit en N-VA. Spirit haalt succes met het kartel met sp.a, N-VA lijkt in 2003 op sterven na dood met slechts één verkozene: voorzitter Geert Bourgeois. Met CD&V, de andere verliezer, vormt ze het Valentijnskartel, dat in 2004 de verkiezingen wint. Bourgeois wordt minister en Bart De Wever wordt voorzitter. Ook in 2007 haalt het kartel een grote overwinning. Na de korte komst van Jean-Marie Dedecker bij N-VA, gevolgd door het uitblijven van een grote staatshervorming, barst het kartel en stapt de partij uit de federale meerderheid en de Vlaamse regering. Op eigen benen scoren ze goed in 2009 en raken opnieuw in de Vlaamse regering. Na de val van de regering in 2010 wordt de partij de grootste van het land, maar na lange onderhandelingen blijft ze uit de regering. In 2012 wordt De Wever burgemeester van Antwerpen en vormt een coalitie met CD&V en Open Vld. De partij schuift intussen steeds meer op naar rechts. In 2014 wint de partij opnieuw en kan hij de Antwerpse coalitie ook Vlaams én federaal inrichten.      |                                     | |                        |  |
| 5 | Het Zweedse experiment              | Theo Francken, Gwendolyn Rutten, Bart De Wever, Kris Peeters, Jan Jambon, Wouter Beke, Hilde Crevits, Marianne Thyssen, Jan Peumans, Marc Van Peel                                   | 16 december 2019       |  |
| Kris Peeters moet het minister-presidentschap van Vlaanderen in 2014 aan de N-VA laten, dat een coalitie met CD&V en (het mathematisch overbodige) Open Vld opzet. Regionaal valt de MR overal uit de boot. Alleen federaal maakt het nog kans op regeringsdeelname, dus stapt ze als enige Franstalige partij in een coalitie met de partijen uit de Vlaamse regering, de "Zweedse" coalitie. Die wordt geleid door Charles Michel, nadat Peeters zijn kandidatuur intrekt om Marianne Thyssen Europees Commissaris te laten worden. De coalitie krijgt te kampen met een migratiecrisis, waarover verantwoordelijk staatssecretaris Theo Francken zich polemisch uitlaat. Peeters uit geregeld kritiek op het regeringswerk en wordt bij de gemeenteraadsverkiezingen Bart De Wevers tegenstander in Antwerpen. Een nieuwe vertrouwensbreuk ontstaat. CD&V gokt verkeerd en valt uit de Antwerpse coalitie, maar elders zit N-VA in het defensief: Vlaams Belang maakt een remonte. Het VN-Migratiepact splijt de regering opnieuw en N-VA stapt uit de regering. "Zweeds" is mislukt.                                     |                                     | |                        |  |